# Indigofera congesta
Indigofera congesta är en ärtväxtart som beskrevs av John Gilbert Baker. Indigofera congesta ingår i släktet indigosläktet, och familjen ärtväxter. Inga underarter finns listade i Catalogue of Life.